# 烏骨鶏

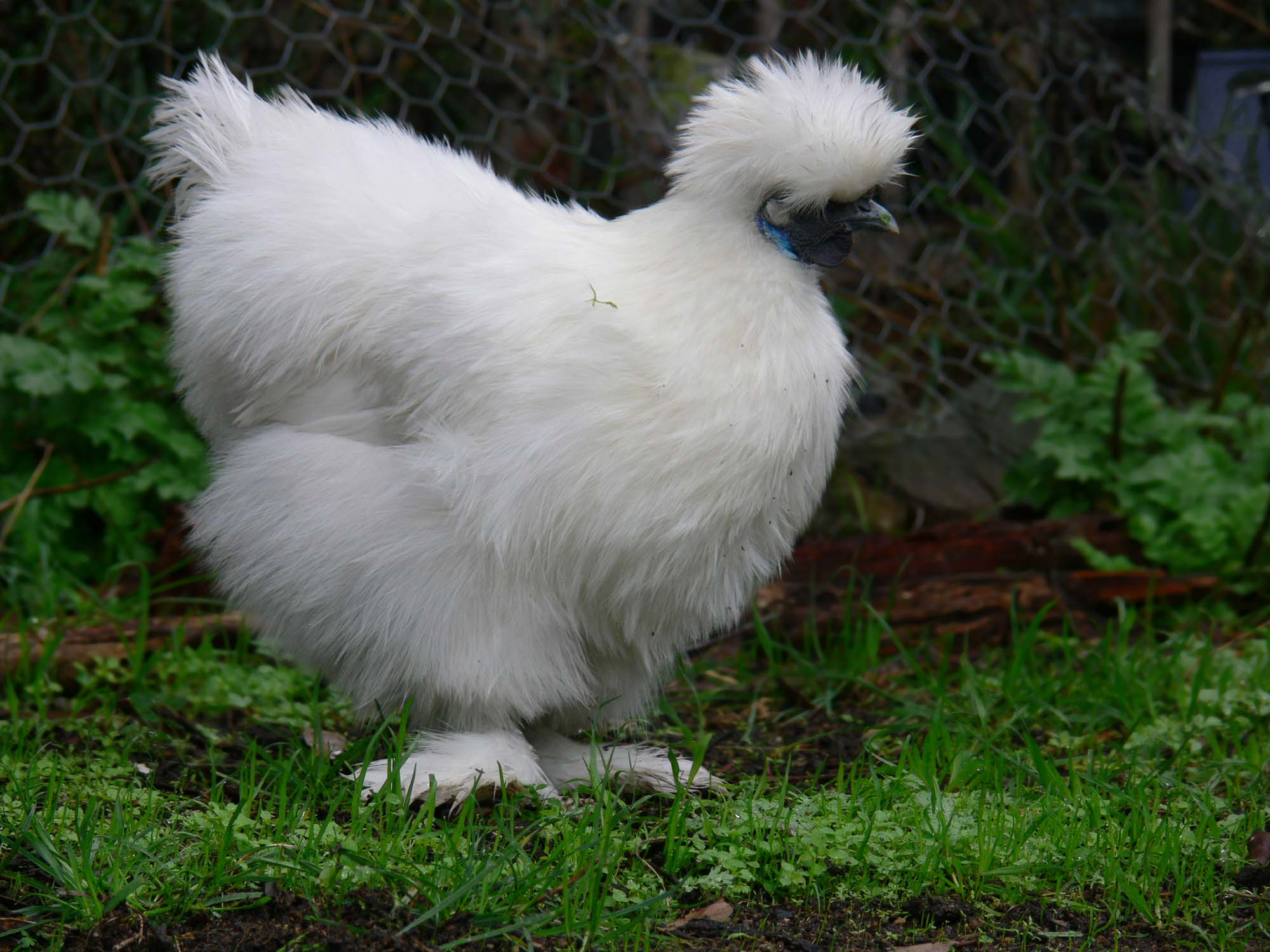
烏骨鶏のメス

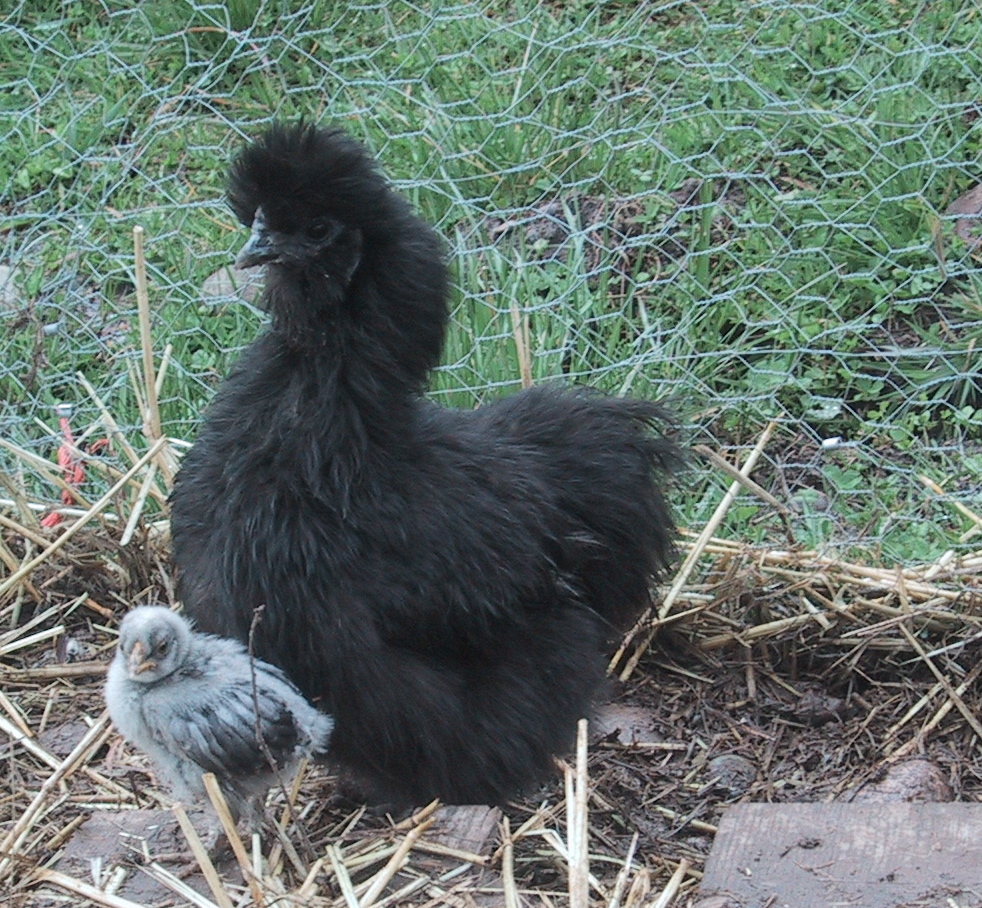
黒い烏骨鶏の母子

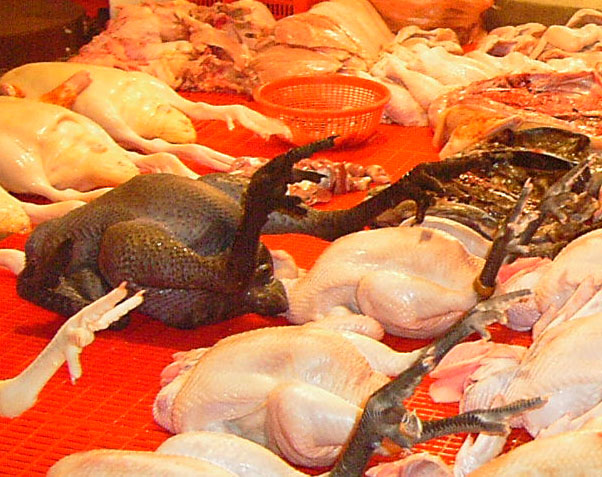
市場で売られる烏骨鶏の肉。右側にある捌いた肉と内臓も黒いのが分かる。（台湾）

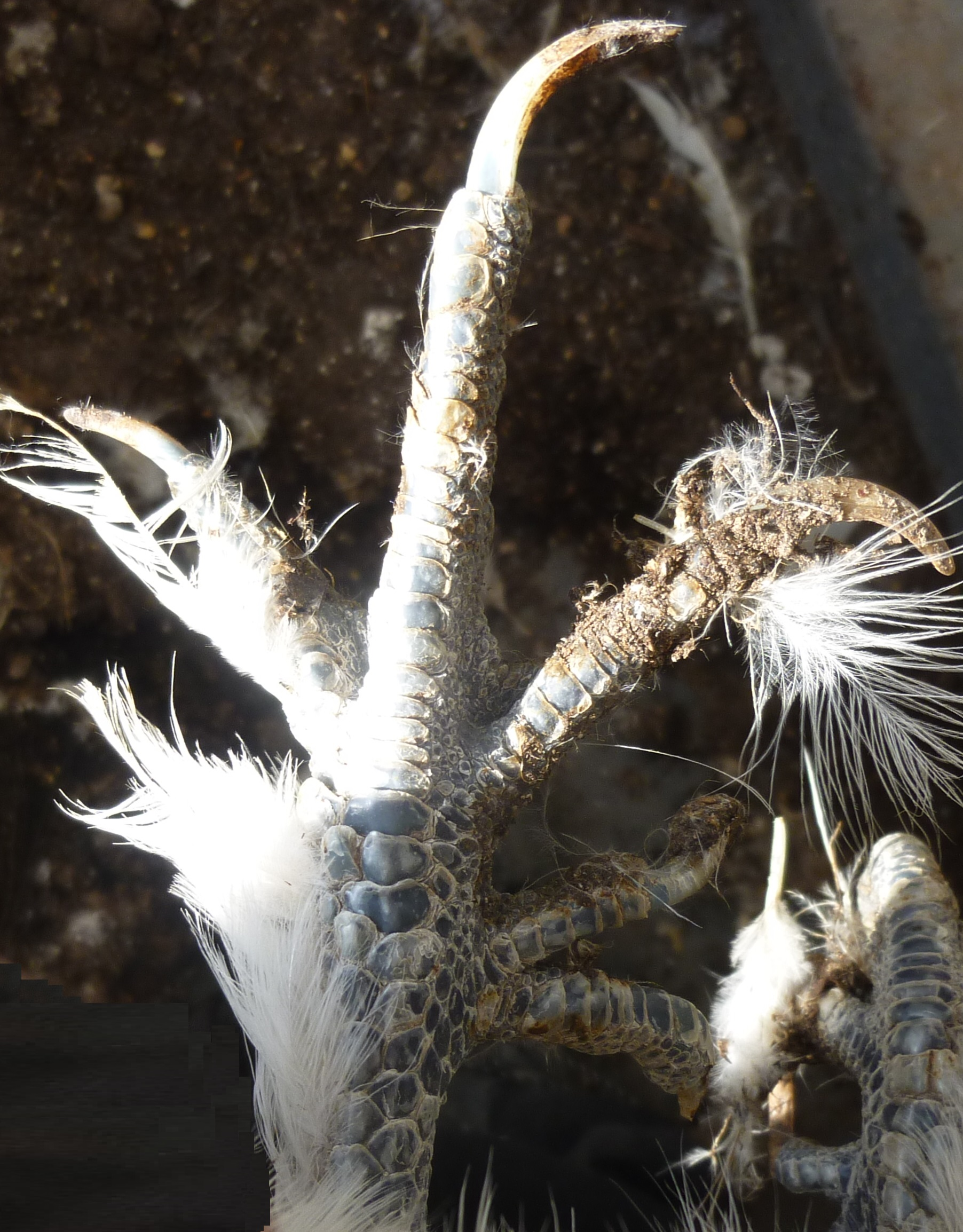
烏骨鶏の足。

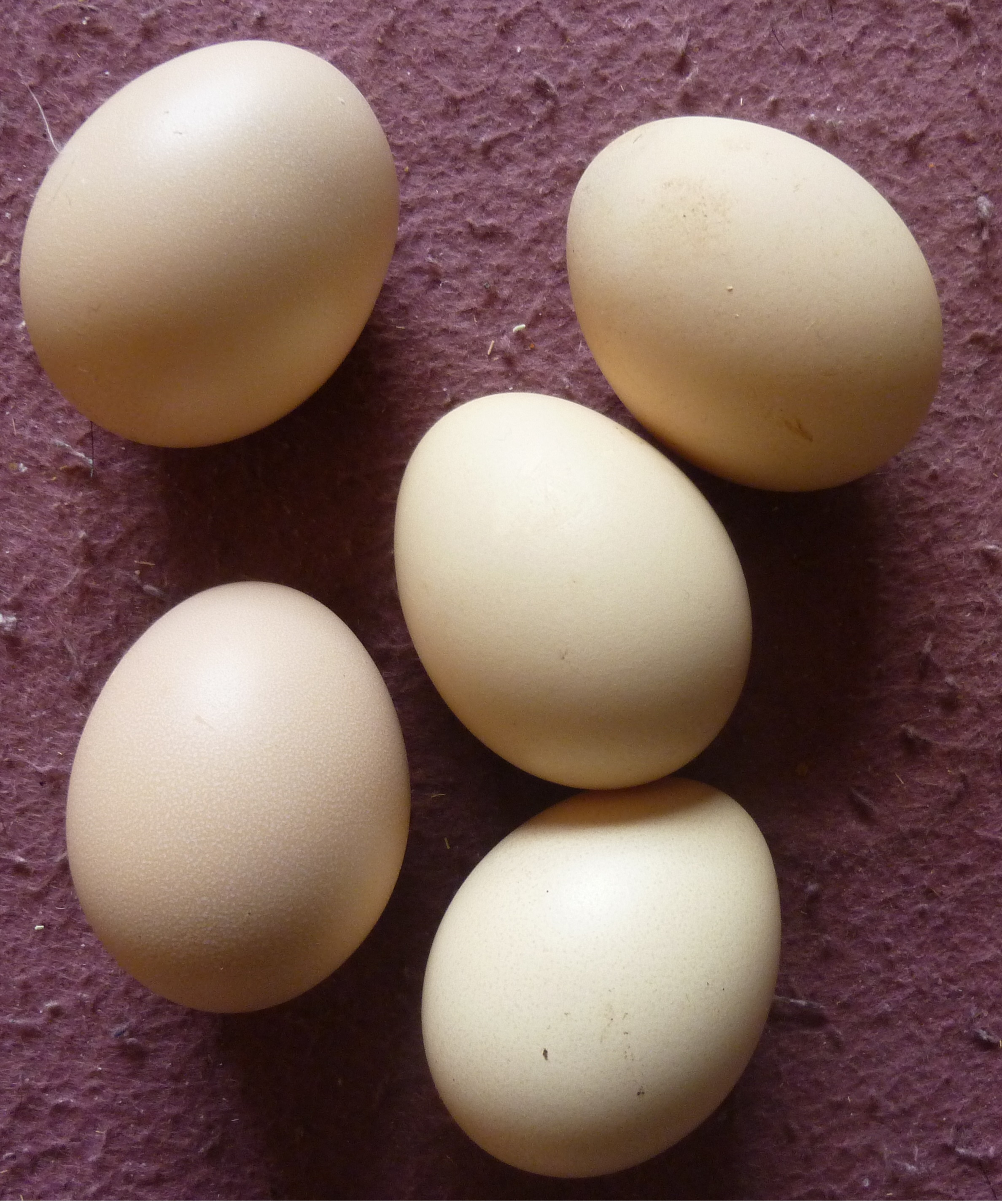
烏骨鶏の卵。

烏骨鶏（うこっけい）とは、ニワトリの一品種である。皮膚・肉・骨が暗紫色をしていることから「烏骨」の名が付いている。英名はSilkie。

## 特徴
烏骨（黒い骨）という名が示す通り、皮膚、内臓、骨に至るまで黒色である。羽毛は白色のものが多く、他に赤褐色、黒色のものがある。体羽は細く裂けて絹糸状となっており、頭の上に羽冠があり、脚も羽毛でおおわれている。成鳥でもヒヨコ同様に綿毛になっている。頭部の肉冠は小さく紫赤色で、毛におおわれていない顔の部分や肉垂は紫青色をしている。
一般的な鳥類は指の数が4本であるのに対し5本であり多指であることも大きな特徴である。具体的には、足の指が、普通のニワトリと同じ前向き3本に加え、後ろ向きの指が普通のニワトリの1本に対し2本（3本）あり計5本（6本）となっている。一般的な鳥類は指の数が4本であり、5本（以上）ある種類は本種のみである。名古屋大学とウィスコンシン大学の共同研究により、烏骨鶏が持つソニックヘッジホッグ遺伝子の調節領域において1つの遺伝子配列（塩基配列）の変異によって通常のニワトリよりも指が多くなっており、これはヒトの多指症と全く同じメカニズムであることが判明した。
体格はやや小柄で平均体重は1.5キロ。産卵数は少ないものの、性格がおとなしくヒナを育てるのがうまいため、他の鶏の借母としての利用も適している。
寿命は10〜15年である。

## 利用
ニワトリとしては小型で肉量は少ないが、栄養学的に優れた組成を持つと考えられており、スープなどにして食用される。また卵も栄養学的に優れているとされ人気が高いが、一般の鶏と比べて産卵数が少ないことから、一般的な鶏卵と比較して烏骨鶏の卵は非常に高価であり、日本では1個500円ほどで売られることもある。
商用として飼育するほかにも愛玩用として家庭で飼育される事もある。コンテストなども開かれている。手入れ次第では鶏とは思えないほど非常に綺麗な毛並みとなる。
性格がおとなしくヒナを育てるのがうまいため、キジ、キンケイ、ギンケイ、ハツカンなどの仮母としての利用にも適している。

## 歴史
中国では不老不死の霊鳥として歴代王朝の皇帝に珍重された。中国・宋代の『物類相感志』に記述があり、またマルコ・ポーロ『東方見聞録』に記述される黒いニワトリはウコッケイのことであるとされる。明代までは王侯や貴族のみが食べることが認められたといわれており薬鳥として扱われていた。
烏骨鶏の原産地は中国、インド、ベトナムなどの東南アジア方面とされ、日本にやってきたのは17世紀と言われている。
1942年（昭和16年）7月21日に烏骨鶏が日本の天然記念物に指定される。その日にあやかって、岐阜県の企業である烏骨鶏本舗、デリカスイト、香川県の松本ファーム、東かがわ烏骨鶏ファームの4社が日本記念日協会に申請し、2017年7月18日に授与式が行われ、7月21日が烏骨鶏の日と認定される。